# ひとみみぼれ
『ひとみみぼれ』は、秦基博のセルフセレクションアルバム。

## 概要
- それまでに発表したオリジナル楽曲全70作の中から16曲を自らが選曲したもの。新録を除くと、シングル曲からは選ばれていない。ただし、本作発売後の2018年に「Girl」がシングルカットされた。
- 新録音源として「鱗（うろこ）」の弾き語りと、FM802のキャンペーンソング「スプリングハズカム」のセルフカバーを収録。
- 初回生産限定盤は、スリーブケース仕様でボーナスCD付属。
- アナログ盤「Girl」と同時発売。
- 2018年のユニバーサルミュージック移籍時に「青の光景」までのアルバムとともに再発された

## 収録曲

### DISC 1
| 全作詞・作曲: 秦基博。 |                                |           |            |              |      |
| #                      | タイトル                       | 作詞      | 作曲・編曲 | 編曲         | 時間 |
| 1.                     | 「Girl」                       | 秦基博    | 秦基博     | 秦基博       | 5:05 |
| 2.                     | 「月に向かって打て」           | 秦基博    | 秦基博     | 島田昌典     | 4:43 |
| 3.                     | 「トラノコ」                   | 秦基博    | 秦基博     | 久保田光太郎 | 4:22 |
| 4.                     | 「今日もきっと」               | 秦基博    | 秦基博     | 久保田光太郎 | 4:48 |
| 5.                     | 「SEA」                        | 秦基博    | 秦基博     | 久保田光太郎 | 4:02 |
| 6.                     | 「My Sole, My Soul」           | 秦基博    | 秦基博     | 久保田光太郎 | 3:38 |
| 7.                     | 「花咲きポプラ」               | 秦基博    | 秦基博     | 山本隆二     | 4:24 |
| 8.                     | 「Honey Trap」                 | 秦基博    | 秦基博     | 島田昌典     | 5:08 |
| 9.                     | 「色彩」                       | 秦基博    | 秦基博     | 皆川真人     | 4:22 |
| 10.                    | 「風景」                       | 秦基博    | 秦基博     | 上田禎       | 5:28 |
| 11.                    | 「プール」                     | 秦基博    | 秦基博     | 上田禎       | 4:41 |
| 12.                    | 「dot」                        | 秦基博    | 秦基博     | 秦基博       | 5:19 |
| 13.                    | 「やわらかな午後に遅い朝食を」 | 秦基博    | 秦基博     | 上田禎       | 5:01 |
| 14.                    | 「スプリングハズカム」         | 秦基博    | 秦基博     | 秦基博       | 5:01 |
| 15.                    | 「アイ-弾き語りVersion-」      | 秦基博    | 秦基博     | 松浦晃久     | 5:41 |
| 16.                    | 「LOVE LILA」                  | 秦基博    | 秦基博     | 亀田誠治     | 6:38 |
| 合計時間:              | 合計時間:                      | 合計時間: | 78:21      |              |      |

### DISC 2 (初回生産限定盤のみ)
| 全作詞・作曲: 秦基博。 | |           |            |              |      |
| #                      | タイトル                                                                                           | 作詞      | 作曲・編曲 | 編曲         | 時間 |
| 1.                     | 「シンクロ」(LIVE AT QUATTRO｜2007.9.13@SHIBUYA CLUB QUATTRO)                                      | 秦基博    | 秦基博     | 上田禎       | 3:58 |
| 2.                     | 「僕らをつなぐもの」(GREEN MIND Vol.1｜2008.5.4@神奈川県民ホール)                                  | 秦基博    | 秦基博     | 秦基博       | 5:50 |
| 3.                     | 「青い蝶」(LIVE AT BUDOKAN｜2009.3.6@日本武道館)                                                   | 秦基博    | 秦基博     | 島田昌典     | 4:57 |
| 4.                     | 「赤が沈む」(LIVE AT OSAKA-JO HALL～5TH ANNIVERSARY～｜2011.11.10@大阪城ホール)                    | 秦基博    | 秦基博     | 松浦晃久     | 5:41 |
| 5.                     | 「トレモロ降る夜」(GREEN MIND 2012 in 岩手｜2012.6.30@岩手県平泉町・観自在王院跡 野外特設ステージ) | 秦基博    | 秦基博     | 松浦晃久     | 5:32 |
| 6.                     | 「フォーエバーソング」(GREEN MIND AT BUDOKAN｜2011.12.22@日本武道館)                               | 秦基博    | 秦基博     | 亀田誠治     | 5:13 |
| 7.                     | 「バイバイじゃあね」(LIVE AT OSAKA-JO HALL～5TH ANNIVERSARY～｜2011.11.10@大阪城ホール)            | 秦基博    | 秦基博     | 皆川真人     | 5:17 |
| 8.                     | 「新しい歌」(GREEN MIND 2010｜2010.5.9@稲佐山公園野外ステージ)                                     | 秦基博    | 秦基博     | 島田昌典     | 5:14 |
| 9.                     | 「朝が来る前に」(CONCERT TOUR 2010-2011 -Documentary-｜2011.2.23@神奈川県民ホール)                 | 秦基博    | 秦基博     | 島田昌典     | 6:39 |
| 10.                    | 「Halation」(Augusta Camp 2009～Extra～｜2009.8.29@鳥取県・ハワイ夢広場)                           | 秦基博    | 秦基博     | 皆川真人     | 4:21 |
| 11.                    | 「猿みたいにキスをする」(GREEN MIND 2011｜2011.5.4@宮崎フェニックス・シーガイア・リゾート)         | 秦基博    | 秦基博     | 久保田光太郎 | 5:50 |
| 12.                    | 「水無月」(A Night With Strings～Featuring 服部隆之～｜2012.2.25@日本武道館)                       | 秦基博    | 秦基博     | 秦基博       | 5:22 |
| 13.                    | 「初恋」(“Signed POP” TOUR 2013｜2013.6.7@岩手県民会館)                                            | 秦基博    | 秦基博     | 亀田誠治     | 5:23 |
| 14.                    | 「言ノ葉」(“Signed POP” TOUR 2013｜2013.6.7@岩手県民会館)                                          | 秦基博    | 秦基博     | 秦基博       | 5:11 |
| 合計時間:              | 合計時間:                                                                                          | 合計時間: | 74:28      |              |      |

### 曲解説

#### DISC 1
1. Girl
  - 4thアルバム『Signed POP』収録、後に22ndシングルとしてカット。
2. 月に向かって打て
  - 13thシングル「Dear Mr. Tomorrow」収録。
3. トラノコ
  - 1stEP「エンドロールEP」収録。
4. 今日もきっと
  - 3rdアルバム『Documentary』収録。
5. SEA
  - 3rdアルバム『Documentary』収録。
6. My Sole, My Soul
  - 11thシングル「メトロ・フィルム」収録。
7. 花咲きポプラ
  - 2ndアルバム『ALRIGHT』収録。
8. Honey Trap
  - 2ndアルバム『ALRIGHT』収録。
9. 色彩
  - 1stアルバム『コントラスト』収録。
10. 風景
  - 1stアルバム『コントラスト』収録。
11. プール
  - 2ndシングル「鱗（うろこ）」収録。
12. dot
  - ミニアルバム『僕らをつなぐもの』収録。
13. やわらかな午後に遅い朝食を
  - 1stシングル「シンクロ」収録。
14. スプリングハズカム
  - 2013年FM802春のキャンペーン ACCESS!キャンペーンソング。
  - 新録
15. アイ-弾き語りVersion-
  - 完全限定生産盤「アイ Premium　Package」収録。
16. 鱗（うろこ）-弾き語りVersion-
  - 2ndシングル「鱗（うろこ）」の弾き語りVer.
  - 新録。

#### DISC 2 (初回生産限定盤のみ)
- BONUS CD「Live Selection 2007-2013」

1. シンクロ（LIVE AT QUATTRO｜2007.9.13@SHIBUYA CLUB QUATTRO）
2. 僕らをつなぐもの（GREEN MIND Vol.1｜2008.5.4@神奈川県民ホール）
3. 青い蝶（LIVE AT BUDOKAN｜2009.3.6@日本武道館）
4. 赤が沈む（LIVE AT OSAKA-JO HALL～5TH ANNIVERSARY～｜2011.11.10@大阪城ホール）
5. トレモロ降る夜（GREEN MIND 2012 in 岩手｜2012.6.30@岩手県平泉町・観自在王院跡 野外特設ステージ）
6. フォーエバーソング（GREEN MIND AT BUDOKAN｜2011.12.22@日本武道館）
7. バイバイじゃあね（LIVE AT OSAKA-JO HALL～5TH ANNIVERSARY～｜2011.11.10@大阪城ホール）
8. 新しい歌（GREEN MIND 2010｜2010.5.9@稲佐山公園野外ステージ）
9. 朝が来る前に（CONCERT TOUR 2010-2011 -Documentary-｜2011.2.23@神奈川県民ホール）
10. Halation（Augusta Camp 2009～Extra～｜2009.8.29@鳥取県・ハワイ夢広場）
11. 猿みたいにキスをする（GREEN MIND 2011｜2011.5.4@宮崎フェニックス・シーガイア・リゾート）
12. 水無月（A Night With Strings～Featuring 服部隆之～｜2012.2.25@日本武道館）
13. 初恋（“Signed POP” TOUR 2013｜2013.6.7@岩手県民会館）
14. 言ノ葉（“Signed POP” TOUR 2013｜2013.6.7@岩手県民会館）

## 演奏
ひとみみぼれ 
- 秦基博
  - Vocal, Acoustic Guitar
  - Electric Guitar (#14)
  - Chorus (#1-5.10.14)
  - Guitalele (#6)
  - Harmonica (#8)
- 玉田豊夢：Drums (#1)
- 山口寛雄：Bass (#1)
- 田中義人：Electric Guitar (#1)
- 皆川真人
  - Piano (#1.9)
  - Other Instruments (#1)
  - Programming (#9)
  - Organ, Synthesizer (#14)
- あらきゆうこ：Drums (#2)
- 鹿島達也
  - Bass (#2.5.7.10.11.13.14)
  - Wood Bass (#3.8)
- 秋山浩徳：Electric Guitar (#2)
- 島田昌典
  - Wurlitzer, Organ (#2.8)
  - Piano, Tambourine (#2)
- 小関純匡：Drums (#3)
- 浦清英：Piano, Organ, Sax (#3)
- トラ達：Hand Clap (#3)
- 久保田光太郎
  - Electric Guitar (#3.4.5.14)
  - Mandolin, Programming (#4)
  - Ukulele (#6)
  - Chorus (#5.14)
- FIRE：Bass (#4)
- 伊東ミキオ：Piano, Organ (#4)
- 有田純弘：Banjo (#4)
- 田邊晋一：Percussions (#4)
- 森俊之：Piano (#5)
- 坂田学：Drums (#7.10.12)
- 山本タカシ：Electric Guitar (#7.12)
- 後藤勇一郎ストリングス：Strings (#7)
- 山本隆二：Organ, Glocken (#7)
- 佐野康夫：Drums (#8.13)
- 中島オバヲ：Percussions (#8)
- 佐々木史郎、小林太：Trumpet (#8)
- 河合わかば：Trombone (#8)
- 本田雅人：Alto Sax (#8)
- 庵原良司：Tenor Sax (#8)
- 國分建臣：Drums (#9)
- 高間有一：Bass (#9)
- 石崎光 from cafelon：Electric Guitar (#9)
- RUSH by 加藤高志：Strings (#10)
- 上田禎
  - Piano (#10.13)
  - Vibraphone (#10)
  - Electric Guitar (#10.13)
  - Acoustic Guitar (#11.13)
  - Keyboards, Programming (#11)
  - Wurlitzer, Celesta (#13)
- 萩田光雄：Strings Arrangement (#10)
- 鈴木正人：Bass, Organ (#12)
- 弦一徹ストリングス：Strings (#13)
- 河村“カースケ”智康：Drums, Tambourine (#14)

BONUS CD
- 上田禎、島田昌典：Piano
- 山本隆二、伊東ミキオ、ハタヤテツヤ、紺野紗衣、皆川真人：Keyboards
- 久保田光太郎：Guitar, Chorus
- 山本タカシ、名越由貴夫、：Guitar
- 鹿島達也、FIRE、中村キタロー：Bass
- 坂田学、矢野博康、あらきゆうこ、江川ゲンタ、河村“カースケ”智康：Drums
- 正木健一、朝倉真司：Percussions
- 四家卯大：Cello
- 服部隆之：Arrangement, Conductor
- RUSH by 加藤高志：Strings